# Meta turbatrix
Meta turbatrix là một loài nhện trong họ Tetragnathidae.
Loài này thuộc chi Meta. Meta turbatrix được Eugen von Keyserling miêu tả năm 1887.